# Rocas Triunvirato
Triunvirato är en kulle i Antarktis. Den ligger i Västantarktis. Argentina, Chile och Storbritannien gör anspråk på området.
Terrängen runt Triunvirato är varierad. Trakten är obefolkad. Det finns inga samhällen i närheten.